# Casa natale di Mozart
La Casa natale di Mozart (tedesco: Mozarts Geburtshaus o Hagenauerhaus) è un edificio situato al numero 9 di Getreidegasse a Salisburgo, in Austria. 
La famiglia Mozart risiedeva al terzo piano dell'edificio dal 1747 al 1773. Wolfgang Amadeus Mozart nacque qui il 27 gennaio 1756.
L'edificio è adibito a casa museo e al suo interno ospita una mostra dedicata ai primi anni di vita del compositore, ai suoi primi strumenti musicali e al suo interesse per l'opera. Il terzo piano espone il violino d'infanzia di Mozart, nonché i ritratti, i documenti e le prime edizioni delle sue composizioni musicali; il secondo piano è dedicato all'interesse di Mozart per l'opera e comprende il clavicordo su cui ha composto Il flauto magico. La struttura è di proprietà della Mozart Foundation.